# 沖縄薬品
沖縄薬品株式会社（おきなわやくひん）は、かつて沖縄県浦添市字港川に本社を置き医薬品・医療機器の卸売りを行っていた企業である。2005年1月に株式会社スズケン沖縄（以下、スズケン沖縄）と合併した。

## 概要
塩野義製薬・田辺製薬・藤沢薬品・明治製菓など各社製品を主とするほかその他30数社の製品を取り扱い、サブ問屋2社、薬局・薬店500店、病院・開業医350軒に納品している。医療用医薬品70%、一般用医薬品30%であった。
設立当初は沖縄県下での売上高は琉球薬品株式会社（現、株式会社琉薬、以下同じ）についで第2位であったが、後に光南薬品株式会社と南陽薬品株式会社の合併により誕生した株式会社ダイコー沖縄（以下ダイコー沖縄）に抜かれ3位となる。
前述の通り、2005年1月にスズケン沖縄との合併により、株式会社スズケン沖縄薬品（以下、スズケン沖縄薬品）となった。なお、この合併によりかつて売上高で抜かれたダイコー沖縄を抜き返している。

## 沿革
- 1951年4月 資本金5万ドルで沖縄薬品貿易株式会社（沖縄県那覇市牧志町2）を設立。
  - 塩野義製薬・藤沢薬品・大塚製薬などと取引開始
  - 代表取締役社長・仲松彌元
  - 代表取締役専務・新垣進松
  - 代表取締役・高江洲義英
  - 代表取締役・玉沢一郎
  - 相談役・神谷仁
- 1960年3月 沖縄県那覇市久茂地町2-6に本社移転。
- 1966年5月 沖縄薬品株式会社と商号変更。
  - 塩野義製薬・藤沢薬品・明治製菓・小野薬品・森下製薬・日本シエーリング（現在はバイエル薬品）・中村滝製薬・参天製薬・フナイ薬品・扶桑薬品工業・日本臓器・山口医療器・黒石製薬・長岡駆虫剤・鈴木日本堂・島津製作所の総代理店となる。
- 2004年4月13日 愛知県の株式会社スズケン（以下、スズケン）と株式交換覚書書締結。
- 2004年7月 株式交換契約書締結。
- 2004年8月 株式交換契約書承認株主総会。
- 2004年10月 株式交換しスズケンの子会社となる。
- 2005年1月 同じくスズケンの子会社であったスズケン沖縄と合併。スズケン沖縄薬品の設立に伴い消滅。

## 株主
- 仲松彌元 13.8%
- 新垣進松 9.5%
- 高江洲義英 8.9%
- 従業員持株会 8.7%
- 神谷仁 7.2%
- 玉沢一郎 6.7%
- 濱松昭 4.3%
- 石川清文 3.8%
- 町田宗福 3.3%
- 金城育雄 3.0%

## 主な取引メーカー
- 塩野義製薬13.0%
- 藤沢薬品9.1%
- 田辺製薬7.1%
- 扶桑薬品工業6.5%
- ノバルティスファーマ5.6%

## 沖縄県の医薬品卸会社
1903年に那覇市にて藤田正八郎を社長とする沖縄薬品株式会社（当記事の沖縄薬品とは関連性はない）が設立され、沖縄地区で独占販売していた。その後、1907年に南陽医科薬品機械株式会社が設立された。同社は、武田薬品工業の第一特約店となり武田薬品を主体として販売していた。
1940年には戦時体制に入り、物資統制令が出され、南陽医科薬品の社長であった金城保吉を代表取締役とした沖縄県医薬品衛生材料配給統制株式会社が設立。当時、県内にあったし薬品会社は全て吸収統合され、医薬品は全て同社により統制下におかれることとなる。
1945年6月23日に沖縄戦は終了し、沖縄は米軍の占領下に置かれた。それと同時に、沖縄県医薬品衛生材料配給統制株式会社は事実上消滅し、医薬品等の管理は全て琉球列島米国軍政府（後の琉球列島米国民政府）管轄のメディカルサプライを行うこととなった。
その後、1951年4月30日より医師・歯科医師の自由開業が許されるようになり、また医薬品も日本本土から自由に輸入できるようになったため、メディカルサプライは廃止され、手持ちの医薬品は各民間の薬品会社に払い下げられることとなった。すでに1951年2月には12社（我喜屋本店・楠見薬局・宇治原本店・富原薬店・名城薬局・川田厚生堂・神谷薬局・長嶺薬店・宇治原支店・成田薬房・楠見薬店・我喜屋良栄薬房）の協同購入会社として資本金650万で琉球薬品（那覇市安里1区2班）が設立されていた。また同年4月に後の沖縄薬品株式会社となる沖縄薬品貿易株式会社が設立された。光南薬品、沖縄エイザイ（後のスズケン沖縄。現在はスズケン沖縄薬品。以下同じ）、オリオン薬品（後のオリオン九宏株式会社。以下同じ）、南陽薬品が設立された。沖縄においては日本復帰前は、1つのメーカーに対し1つの代理店という一メーカー・一代理店制度をとっており、琉球薬品は中外系、那覇薬品は三共系、光南薬品は第一製薬系、沖縄エイザイはエーザイ系、オリオン九宏は田辺系、南陽薬品は武田系、沖縄薬品は塩野義系となっていた。その為、当時の日本本土とは違い、メーカー間の競争はなく一社独占状態であった。復帰後、各メーカーは一メーカー・一代理店制度を廃止した為に、各会社間で競争が始まり、1975年にオリオン九宏は閉鎖し、主力の田辺は沖縄薬品へ主力を移した。南陽薬品と光南薬品は合併しコーヨー薬品株式会社（現在のダイコー沖縄、以下同じ）となり、沖縄エイザイはスズケンの完全子会社となったことによりスズケン沖縄へと社名変更を行っている。

### 沖縄県の医薬品卸会社の変遷
戦後7社が設立されたが、復帰後の県外企業の資本乗り入れや他者との経営統合などにより現在は3社となっている（但し、これらには復帰後に設立された企業は含まれていない）。なお、3社すべてが県外の医薬品大手卸売会社の子会社となっている。
- 琉球薬品→琉薬
- 沖縄薬品貿易→沖縄薬品→スズケン沖縄薬品
- 那覇薬品→消滅(田辺薬品のみを販売する会社として設立された那覇薬品と、その後設立された那覇薬品とは資本関係はない)
- 那覇薬品(ジネリックメーカーを販売する会社として設立)→アトル那覇薬品→アトル沖縄支部
- 光南薬品→コーヨー薬品→ダイコー沖縄
- 沖縄エイザイ（オキエイ）→スズケン沖縄→スズケン沖縄薬品
- オリオン薬品→オリオン九宏→消滅
- 南陽薬品→コーヨー薬品→ダイコー沖縄